# Andinaugochlora micheneri
Andinaugochlora micheneri är en biart som beskrevs av Eickwort 1969. Andinaugochlora micheneri ingår i släktet Andinaugochlora och familjen vägbin. Inga underarter finns listade i Catalogue of Life.